# Comunicación interauricular
La comunicación interauricular (CIA) es una cardiopatía de origen congénito acianógena (sin cianosis), consistente en una deficiencia del septum o tabique que separa las cavidades del corazón denominadas aurículas y que resulta en una libre comunicación entre el lado derecho e izquierdo de las aurículas. Puede estar situada en cualquier parte del mismo, siendo su localización más frecuente en la región de la fosa oval y así se denomina tipo ostium secundum.
Normalmente, la sangre pobre en oxígeno regresa a la aurícula derecha desde el cuerpo, avanza al ventrículo derecho y luego es bombeada a los pulmones donde recibe oxígeno. La sangre rica en oxígeno regresa a la aurícula izquierda desde los pulmones, ingresa al ventrículo izquierdo y luego es bombeada al cuerpo a través de la aorta.
La presencia de esta comunicación origina un circuito anormal de sangre desde la aurícula izquierda hacia la derecha generando una sobrecarga en esta última, que con el tiempo y dependiendo del tamaño de la comunicación, repercute sobre el pulmón y el corazón, hecho que sucede en la adultez generalmente. Las CIA ocurren cuando el proceso de división no se produce por completo y queda una abertura en el tabique auricular.

## Epidemiología
Los datos epidemiológicos más recientes sugieren que  ocurren en 1,6 por cada 1000 nacidos vivos. El aumento observado en la prevalencia probablemente no se deba tanto a un aumento de la enfermedad como a las mejoras en las modalidades de imaginología y la capacitación de los médicos. Varios factores se han asociado con el aumento de la prevalencia de cardiopatías congénitas, incluida la edad materna avanzada. Curiosamente, se han observado diferencias económicas y geográficas en el diagnóstico. La cardiopatía congénita se diagnostica con mayor frecuencia en pacientes de países desarrollados que tienen mayores ingresos.

## Tipos
Existen 4 variedades de comunicación interauricular:
- Comunicación interauricular tipo ostium primum. Corresponde al 15 % de los casos. Defecto de los cojines endocárdicos o canal aurículo ventricular (AV) parcial. Es una CIA baja con o sin hendidura de la valva septal de la mitral. Se aconseja la cirugía antes de los 7-8 años, ya que se puede producir hipertensión pulmonar (HTP) y hacerse potencialmente inoperable.
- Comunicación interauricular tipo ostium secundum. Es la más frecuente y corresponde al 75 % de los casos.
- Comunicación interauricular tipo seno venoso.
- Aurícula común. Es muy poco frecuente y se debe a la inexistencia del tabique interauricular.

## Diagnóstico
La CIA suele cursar asintomática en la mayoría de los casos. Algunos pueden tener retraso en el crecimiento y aumento de las infecciones respiratorias.

## Clínica
Los pulsos son normales, se suele palpar un levantamiento en el tórax por la dilatación del ventrículo derecho, el soplo que se escucha esta en relación con el aumento de flujo pulmonar, por lo que se ausculta un soplo "eyectivo pulmonar", el otro dato es la presencia de un segundo ruido con un desdoblamiento "fijo", lo cual es el datos más relevante de la CIA.

## Exámenes
Radiografía: Generalmente se observa la presencia de cardiomegalia (crecimiento del corazón) y un flujo aumentado hacia los pulmones
Electrocardiograma: Existen datos que sugieren el crecimiento de cavidades derechas y la presencia de un bloqueo de la rama derecha del haz de His.

## Tratamiento
El tratamiento de la CIA se divide en médico, quirúrgico e intervencionista.
Médico: El tratamiento médico está indicado para tratamiento de la falla cardíaca a cualquier edad. Los defectos menores de 6mm, antes del año de edad tienen la posibilidad de cierre espontáneo.
Quirúrgico: El tratamiento quirúrgico se sugiere entre los 2-4 años de edad. Realizado en manos experimentadas es muy efectivo y el riesgo es bajo. Se realiza, en la mayoría de los casos, bajo bomba de circulación extracorpórea.
Intervencionista o quirúrgico mínimamente invasivo: El tratamiento puede ser realizado por cateterismo cardiaco, mediante la colocación de dispositivos que "cierran" la CIA. Se pueden usar dispositivos como los de marca Amplatzer®, que cierran totalmente el defecto. Este dispositivo se describe que "está formado por 2 discos unidos por un cuello, compuestos por una fina malla de Nitinol (aleación de níquel y titanio con propiedades de elasticidad y memoria), y contiene poliester en su interior para facilitar la trombosis y oclusión total del defecto". Este tipo de cierre generalmente se realiza posteriormente al año de edad. Suele ser muy seguro y efectivo, realizado por personas con experiencia.